# مجموعة هيونداي كيا للمركبات
مجموعة هيونداي كيا للمركبات (بالإنجليزية: Hyundai Kia Automotive Group) (الكورية: 현대-기아 자동차 그룹)، هي أكبر مصنع للسيارات في كوريا الجنوبية، وثاني أكبر مصنع في آسيا بعد تويوتا، والرابعة عالميا بعد كل من تويوتا ،جنرال موتورز، وفولكس فاجن من حيث عدد المبيعات لسنة 2010. تأسست المجموعة في سنة 1998 بعد قيام مصنّع السيارات الكوري الجنوبي هيونداي موتور بشراء حصة نسبتها 51٪ من أسهم ثاني أكبر مصنّع للسيارات في كوريا الجنوبية أيضا كيا موتورز.